# ケドゥン・セプール線
ケドゥン・セプール線（インドネシア語：Kereta api Kedung Sepur）は、クレタ・アピ・インドネシア(PT KAI、インドネシア鉄道会社）が運営するインドネシア共和国中部ジャワ州スマラン・ポンコル駅からングロムボ駅を結ぶ路線である。路線名の由来は、スマラン駐在地の頭文字であるケンダル、デマク、ウンガラン、スマラン、プルウォダディであるケドゥン・セプール都市圏の地名に由来する。スマラン - フォルステンランデン線とブルンバン・ガンブリンガン線を経由して運行される。

## 概要
ケドゥン・セプール線は、PT KAIの創立記念日である、2014年9月28日からウェレリ - グブグ間で運行を開始した。乗客人数が少なかったため、2015年2月1日から運行区間がスマラン・ポンコルからングロムボに変更された。
クアラナム空港線に転用される予定であったMCW302形気動車で運行される。転用計画は、プランバナン・エクスプレスに使われていたME201形気動車の活用と、北スマトラ州の路線へKRDE Woojin形気動車が導入されたため中止となった。
2025年1月21日、グブグ駅からカランジャティ駅の間で線路崩落によりブルムブン - ガンブリンガン線が不通となり、ケドゥン・セプール線は一時運休となった。 2025年2月1日に「Gapeka 2025」ダイヤ改正が行われる前は、ケドゥン・セプール線は運休であったため、MCW302形気動車はバタラ・クレスナ線へ使用するために一時的にプルウォサリ車両基地に転属となった。

## 駅一覧
| 駅番号                    | 駅コード | 駅名                               | 接続路線                                                                   | 地域         | 地域         |
| ------------------------- | -------- | ---------------------------------- | -------------------------------------------------------------------------- | ------------ | ------------ |
| KS 01JS 21BL 01KG 01KD 02 | SMC      | スマラン・ポンコル Semarang Poncol | - 都市間列車 - ブロワ・ジャワ - カリグン - カマンダガ - ジョグロセマルト   | スマラン市   | 中部ジャワ州 |
| KS 02JS 22BL 02KD 01BB 01 | SMT      | スマラン・タワン Semarang Tawang   | - 都市間列車 - ブロワ・ジャワ - バニュビル - カマンダガ - ジョグロセマルト | スマラン市   | 中部ジャワ州 |
| KS 03                     | ATA      | アラストア Alastua                 | - バニュビル                                                               | スマラン市   | 中部ジャワ州 |
| KS 04JS 24BB 02           | BBG      | ブルンバン Brumbung                | - バニュビル - ジョグロセマルト                                            | デマク県     | 中部ジャワ州 |
| KS 05                     | TGW      | テゴワヌ Tegowanu                  | 通過駅                                                                     | グロボガン県 | 中部ジャワ州 |
| KS 06                     | GUB      | グブグ Gubug                       | - ブロワ・ジャワ                                                           | グロボガン県 | 中部ジャワ州 |
| KS 07                     | KGT      | カランジャティ Karangjati          |                                                                            | グロボガン県 | 中部ジャワ州 |
| KS 08                     | SDI      | セダディ Sedadi                    |                                                                            | グロボガン県 | 中部ジャワ州 |
| KS 09                     | NBO      | ングロムボ Ngrombo                 | - 都市間列車 - ブロワ・ジャワ                                              | グロボガン県 | 中部ジャワ州 |

## ギャラリー

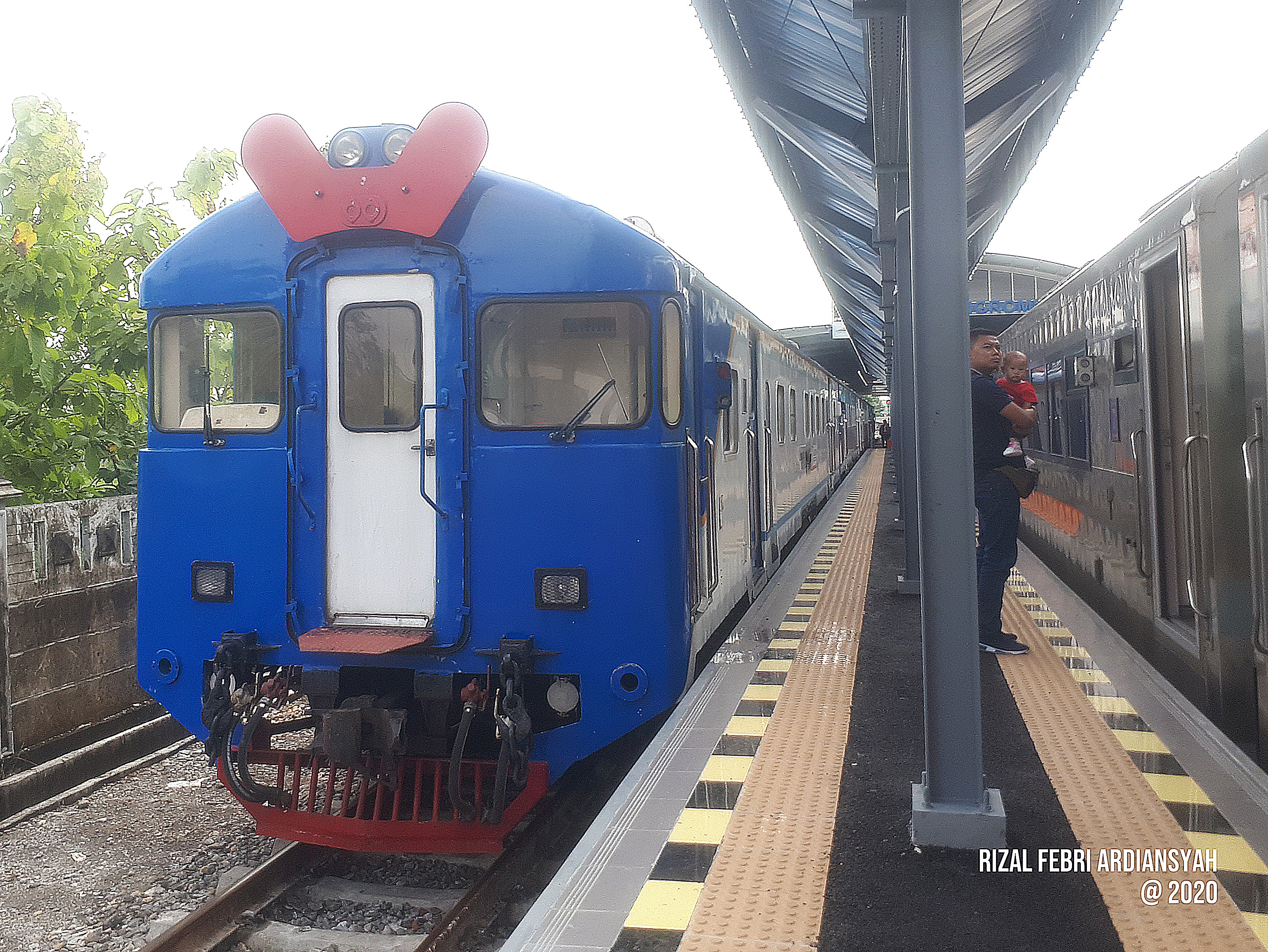
ングロムボ駅に停車中の列車

## 参照
1. ↑  “KAI Semarang Luncurkan KA Komuter Kedung Sepur” (2014年9月28日). 2025年4月11日閲覧。
2. ↑  “Kurang Peminat, Rute KA Kedungsepur Diubah Mulai Februari” (インドネシア語). detiknews. 2025年4月11日閲覧。
3. ↑  Ariawan, Agustinus. “Gantikan Railbus, Kereta Rel Diesel Batara Kresna Hanya Butuh Satu Jam Tempuh Solo-Wonogiri - Suara Merdeka Solo” (インドネシア語). Gantikan Railbus, Kereta Rel Diesel Batara Kresna Hanya Butuh Satu Jam Tempuh Solo-Wonogiri - Suara Merdeka Solo. 2025年4月11日閲覧。
4. ↑  “Buku Informasi Direktorat Jenderal Perkeretaapian 2014 (PDF). Jakarta: Direktorat Jenderal Perkeretaapian, Kementerian Perhubungan Indonesia. Diarsipkan dari versi asli (PDF) tanggal 1 Januari 2020.”. 2025年4月28日閲覧。